# Битва под Кальником
Битва под Кальником произошла 21 октября 1671 года, во время польско-казацко-татарской войны 1666—1671. Польный коронный гетман Ян Собеский разбил казацко-татарское войско, которое шло на помощь осажденному поляками Кальнику. Несмотря на победу, Собеский не смог взять Кальник и отступил к Брацлаву.

## Предыстория
После победы в битве под Брацлавом польный коронный гетман Ян Собеский решил захватить территорию между Южным Бугом и Днестром. 11 сентября 1671 года он послал 2 тыс. солдат для захвата Винницы, которую взяли на рассвете 14 сентября. Горожане и казаки, запершись в иезуитском монастыре (других укреплений не было), оказывали упорное сопротивление. Только после 6 часов штурма, когда большинство защитников было перебито, монастырь пал. Однако 120 казаков, укрывшись под крышей костела, продолжали сражаться до утра. Когда в живых осталось 23, они решили сдаться: сотника и семерых начальников отправили в Бар, остальным отсекли головы. Город был разрушен, а значительную часть женщин и детей солдаты взяли в плен (по приказу Я. Собеского впоследствии их всех освободили).
Успешным действиям Собеского способствовали совершенные Михаилом Ханенко и Иваном Серко диверсии против белгородских татар и переход на его сторону полковника Михаила Зеленского и брацлавского полковника Павла Лисицы.
Военный совет польского командования 29 сентября 1671 принял план наступления вглубь Украины. 1 октября Ян Собеский отправился в Могилев. Получив сведения о его приближении, О. Гоголь 3 октября изъявил готовность сдать город. Узнав, что Брацлав сдался Ханенко, коронный гетман послал туда основные силы армии, а сам с 1200 всадников 7 октября прибыл в Могилев. Оставив здесь гарнизон, он отправился в Брацлав и 12 октября провел под его стенами совещание с участием М. Ханенко, И. Серко, М. Зеленского и П. Лисицы, на котором было принято предложение М. Ханенко занять Кальник.

## Битва
Попытки польской армии 17-18 октября овладеть Кальником провалились, и Ян Собеский начал его блокаду. Солдаты выжгли все окружающие хутора и хлебные поля. На помощь кальничанам Дорошенко отправил 1 тыс. казаков во главе с полковником Яремой Петрановським и 2 тыс. татар, прибывших 20 октября.
На следующий день польская конница разгромила под городом татар. В бою за плотину у города из 2000 татар были убиты или утонули в глубоком пруду 500. Несмотря на победу, полякам не удалось захватить Кальник — польская армия отступает в Брацлав.

## Последствия
27 октября в польском лагере под Ильинцами 1 тыс. казаков провела совет, который избрал нового гетмана. Им стал Михаил Ханенко. Ему были вручены присланные королём клейноды, хотя часть присутствующих желала видеть на его месте Ивана Сирко. Узнав, что на помощь Дорошенко движется нурадин-султан Сафа-Гирей, а ожидаемое литовское войско на помощь не придет, Ян Собеский направился в Брацлав, где 1 ноября объявил о завершении кампании. Сдав командование Дмитрию Вишневецкому, он уехал во Львов. В свою очередь, польный гетман передал руководство над войском киевском хорунжему Станиславу Вижицкому.
Вторжение поляков в казацкую Украину и осада Брацлава стало вызовом для Османской империи. Уже в октябре Мехмед IV предупредил короля, чтобы тот не нападал на «казацкую державу со всеми её уездами», требовал отвести войска, угрожая начать войну.
В самом конце года Дорошенко получил солидную помощь от своих татарских союзников: пришло 26000 татар и несколько тысяч турок. Получив помощь, Дорошенко приступил к отвоевыванию Подолья. Против тех, кто перешел на сторону полякам добровольно, он начал суровые репрессии.